# ФК Жепче
Ногометни клуб Жепче из Жепча је члан Премијер лиге Босне и Херцеговине од њеног оснивања 2002/03.
Клуб се до 2003 звао НК Зовко Жепче. Уласком у Премијер лигу БиХ, спонзор је постао Лиморад па се називао Жепче Лиморад, а од сезоне 2004/05 је само НК Жепче. Своје утакмице игра на Градском стадиону у Жепчу, који може да прими 4000 гледалаца и који је још у изградњи.
Навијачи клуба се називају „Канибали“.

## НК Жепче у европским такмичењима
| Сезона  | Такмичење | Коло           | Држава             | Клуб              | Резултат |
| ------- | --------- | -------------- | ------------------ | ----------------- | -------- |
| 2005/06 | УЕФА куп  | 1. претколо КВ | Северна Македонија | Башкими, Куманово | 0-3, 1-1 |

## Успеси клуба
- Победник Прве лиге Федерације Босне и Херцеговине: 1

2001/02.

## НК Жепче на вечној табели клубова уПремијер лига БиХод оснивања 2002/03
стање после сезоне 2006/07.
| Плас. | Тим      | Број сезона | ИГ  | Д  | Н  | ИЗ | ГД  | ГП  | Бод |
| ----- | -------- | ----------- | --- | -- | -- | -- | --- | --- | --- |
| 09.   | НК Жепче | 05          | 158 | 60 | 31 | 67 | 166 | 202 | 211 |

## Тим за сезону 2007/08
| Бр. |                     | Позиција | Играч             |
| --- | ------------------- | -------- | ----------------- |
| 1   | Босна и Херцеговина | Г        | Драган Максимовић |
| 2   | Босна и Херцеговина | Г        | Аднан Пашић       |
| 3   | Хрватска            | Г        | Никола Трогрлић   |
| 4   | Бразил              | О        | Дијего            |
| 5   | Босна и Херцеговина | О        | Џенан Крајишник   |
| 6   | Босна и Херцеговина | О        | Бесим Крџалић     |
| 7   | Босна и Херцеговина | О        | Сенад Кулаш       |
| 8   | Босна и Херцеговина | О        | Ермин Оруч        |
| 9   | Босна и Херцеговина | О        | Џемал Садиковић   |
| 10  | Босна и Херцеговина | О        | Денијел Савић     |
| 11  | Босна и Херцеговина | О        | Елвис Жигоња      |
| 12  | Босна и Херцеговина | С        | Младен Чечура     |
| 13  | Босна и Херцеговина | С        | Ернад Џаниновић   |
| 14  | Босна и Херцеговина | С        | Дамир Халиловић   |

| Бр. |                     | Позиција | Играч            |
| --- | ------------------- | -------- | ---------------- |
| 15  | Босна и Херцеговина | С        | Недо Јоксимовић  |
| 16  | Босна и Херцеговина | С        | Ферид Идризовић  |
| 17  | Босна и Херцеговина | С        | Драгиша Лукић    |
| 18  | Босна и Херцеговина | С        | Един Куртић      |
| 15  | Босна и Херцеговина | С        | Ален Љеваковић   |
| 16  | Босна и Херцеговина | С        | Елдин Машић      |
| 17  | Босна и Херцеговина | С        | Мирза Ризвановић |
| 18  | Босна и Херцеговина | С        | Амар Шабановић   |
| 18  | Србија              | С        | Зоран Вуковић    |
| 19  | Босна и Херцеговина | Н        | Петар Дуспара    |
| 20  | Босна и Херцеговина | Н        | Мирза Хасановић  |
| 21  | Босна и Херцеговина | Н        | Вахидин Имамовић |
| 20  | Босна и Херцеговина | Н        | Аладин Исаковић  |
| 21  | Србија              | Н        | Анер Љељак       |